# 颈椎
頸椎（cervical vertebrae）是脊椎的第一節。人類的頸椎位於頸部區域，一共有7塊頸椎骨。
第一節頸椎有一個特別的名稱：寰椎，取自希臘神話中背負着地球的泰坦巨神阿特拉斯。
馬的第一個頸椎與頭骨的交界是御馬者控制馬匹時施壓的地方。

## 一般特征（C3~C6）
按照惯例，颈椎以自上而下之顺序被编为1~7号。第三至第六颈椎之一般特征描述如下。第一、第二及第七颈椎为特殊，详后。
- 椎体小，左右径宽于前后径。
  - 前面和后面均平坦，等深；前者稍低于后者，且其下缘向下延伸，与下一椎体前上部交叠。
  - 上面侧向凹陷，有边缘向一侧突出。
  - 下面从前向后凹，从一端凸向另一端，有侧向浅凹与下一椎体承接。

- 椎弓根斜向后，上下缘间中途附于椎体，因此上一椎骨之椎切迹与下一椎体等深，但更为狭窄。

- 椎弓板自上而下变窄薄；椎孔大，呈三角形。

- 棘突短而分叉，分支通常长短不一。

- 上下关节突在一侧或双侧融合成关节柱，为从椎弓间连结侧向发出之骨柱。

- 关节面平坦，呈卵形：
  - 上面朝后上方，稍向内。
  - 下面朝前下方，稍向外。

- 横突各自被横突孔穿透，上6个颈椎之横突孔提供椎动脉、椎静脉和交感神经之通道。每个突起分前后部，两部借一骨块连接，该骨块上方有一深沟以为脊神经之通道。
  - 前部与胸内肋骨同源，故又称肋突或肋原。自椎体一侧发出，在孔前方指向外侧，止于前结节。
  - 后部为真横突，自孔后方之椎弓发出，指向前外侧，止于一平坦结节，即后结节。

## 特殊颈椎（C1，C2和C7)
- C1或称寰椎（Atlas）：最高，与C2一起构成连结头骨与脊椎间关节。它最主要的特点是没有椎体，因为它的椎体已经和下一椎骨融合了。
- C2或称枢椎（Axis）：构成C1旋转时之枢轴，此椎骨最易区分特征为一强大齿突,自椎体上面垂直发出。椎体前深于后，且向前下延伸以与C3相接。
- C7或称隆椎（vertebra prominens）：特征为棘突极长，故称隆椎。在一些学科中，第7颈椎常与叫颈肋的异常肋相关。这些肋通常小，但偶尔也会压迫血管（如锁骨下动脉）和臂丛神经，造成缺血性肌肉疼痛，麻木，刺感和上肢无力。

## 运动
点头的动作主要通过枕骨和寰椎之间的关节，即寰枕关节的屈伸发生。然而，颈椎活动性较大，这一动作部分由于脊柱自身的屈伸。
摇头或左右旋转头部的动作几乎全部发生于寰椎和枢椎之间的关节，寰枢关节。脊柱的小幅度旋转亦有一定贡献。

## 界标
鼻根和硬腭对应C1。
牙（闭口时）对应C2。
下颌骨和舌骨对应C3。
甲状软骨对应C4~C5。
环状软骨对应C6~C7。

## 临床表现
第二颈椎处受伤常见，但神经性损伤罕见。
然而，若出现，即可致死或深度残疾，包括上肢、下肢和膈的瘫痪，后者可致呼吸衰竭。
常见损伤方式为齿状突骨折和绞刑骨折，两者常用颈托和晕轮固定。

## 颈椎損傷的康復
颈椎损伤术后，如果是自行融合，则需数周至数月骨质愈合牢固，因此颈部常需制动一段时间，要戴颈托并限制提取重物等。
术后当天一般即可行走和进食，颈前路手术后数周内常有吞咽固体食物困难或声音嘶哑，属正常现象。
医生可能会鼓励尽快下地行走。

## 颈椎病的预防
颈椎病需要日常的预防，如选择适当的睡眠用品，注意日常的颈部姿势，做适量的运动，或者是做专门针对颈椎的一些按摩、体操。同时，需要保持身体的营养均衡。
特别是有颈椎病史、长坐办公室、职业驾车人士以及学生这类容易得颈椎病的人群，更应该加强注意。

## 附件圖片

颈椎的位置，以红色标示
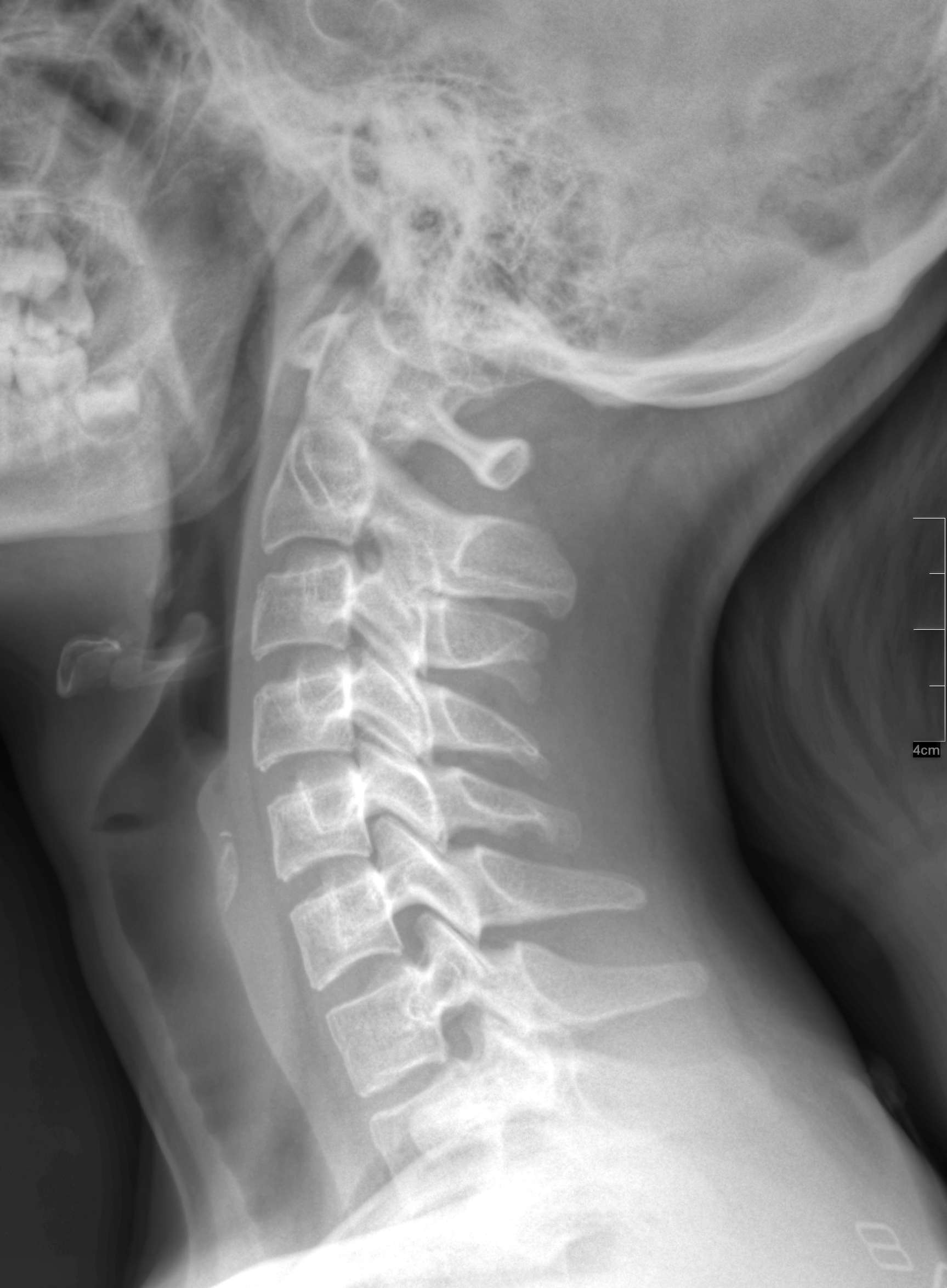
頸脊柱
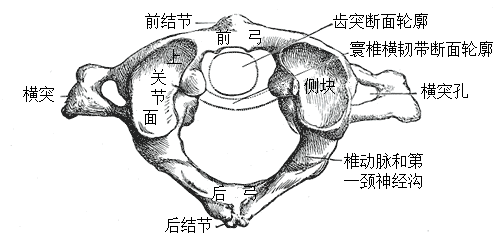
第一颈椎，或曰寰椎
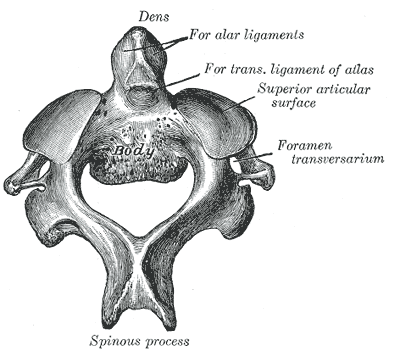
Second cervical vertebra, or epistropheus, from above.
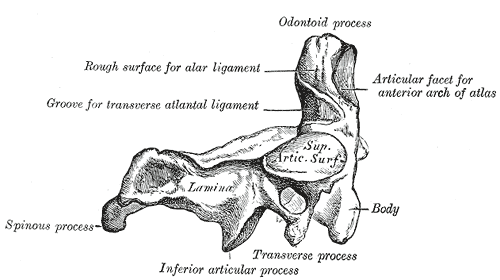
Second cervical vertebra, epistropheus, or axis, from the side.
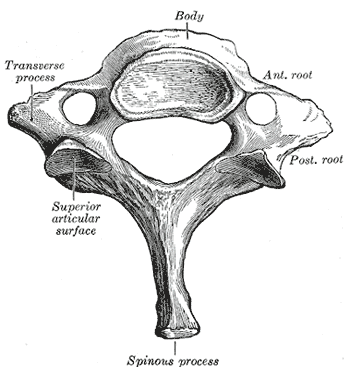
Seventh cervical vertebra.
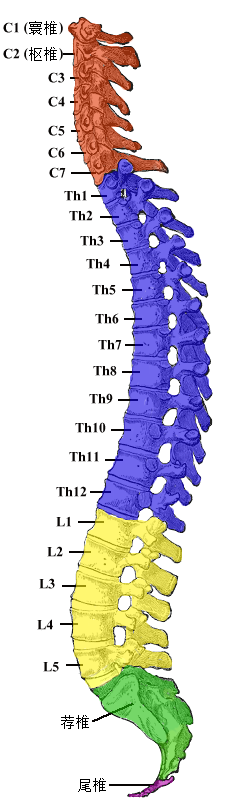
脊柱
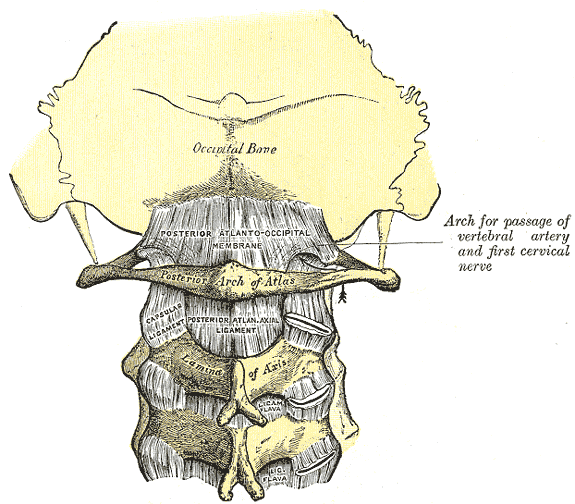
Posterior atlantoöccipital membrane and atlantoaxial ligament.
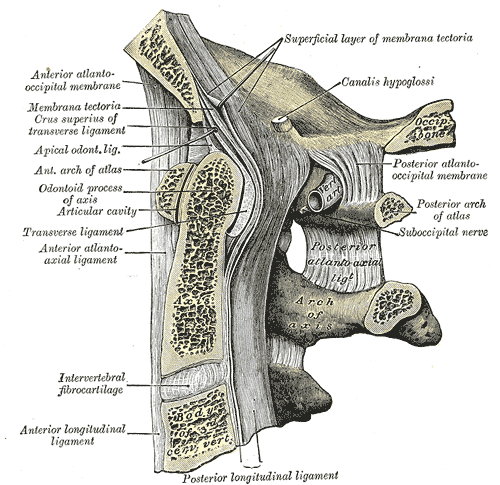
Median sagittal section through the occipital bone and first three cervical vertebræ.
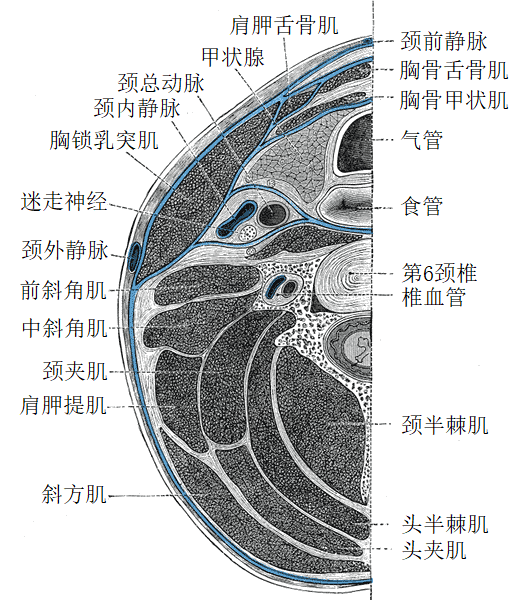
Section of the neck at about the level of the sixth cervical vertebra.

## 外部連接
- Diagram （页面存档备份，存于） at kenyon.edu
- Cervical Spine Anatomy （页面存档备份，存于）
- Mnemonic for Landmarks
- Cervical vertebra quiz